# Phytomyza aenescens
Phytomyza aenescens este o specie de muște din genul Phytomyza, familia Agromyzidae. A fost descrisă pentru prima dată de Zetterstedt în anul 1855.
Este endemică în Sweden. Conform Catalogue of Life specia Phytomyza aenescens nu are subspecii cunoscute.